# Осатаніла (фільм)
«Осатаніла» (кор. 김복남 살인사건의 전말, 金福南 殺人事件의 前末, Kim Bok-nam Salinsageonui Jeonmal; букв. «Повна історія справи щодо вбивства Кім Бок Нам») — південнокорейський фільм, що був знятий у 2010 році режисером Чан Чхоль Су.

## Зміст
У Хе Вон хороша робота в столичному банку, і вона повністю задоволена своїм життям. Ставши випадковим свідком спроби вбивства, жінка відчуває шок і вирішує якийсь час відпочити на тихому острові, де колись познайомилася з Бок Нам. Приїхавши на місце, вона розуміє, що всі жителі острова використовують дівчину як рабиню, а Хе Вон єдина, хто може врятувати невинну жертву жорстокого ставлення…

## Ролі
- Со Йон Хї[en] — у ролі Кім Бок Нам.
- Чі Сон Вон[en] — у ролі Хе Вон.
- Пе Сон У[en] — у ролі Чхоль Чона.

## Знімальна група
- Режисер — Чан Чхоль Су
- Сценарист — Чхве Кван Йон
- Продюсер — Пак Кю Йон
- Композитор — Кім Тхе Сон[en]